# Калжан Ахун
Калжа́н Аху́н Болекба́й-улы́ (каз. Қалжан Ахун Бөлекбайұлы; 1862, Хивинское ханство — 1916, побережье Сырдарьи) — казахский религиозный деятель.
Предки Калжана Болекай-улы происходят из местности Жаман-Каргалы на территории современной Актюбинской области из рода табын. Он обучался в религиозной школе в Хиве, затем в 1879 году в медресе Кукельдаш. Знал арабский, персо-таджикский языки. Служил имамом в мечети, впоследствии названной его именем. Преследовался царской администрацией и был заключён в тюрьму. Скончался летом 1916 года.
Упоминания о Калжан Ахуне встречаются в стихах и жырах акынов Базар жырау, Турмагамбета, Шанбая. Мечеть «Калжан Ахун», основанная в 1902 году, взята на учёт Обществом охраны исторических и культурных памятников Кызылординской области. Его именем названо село в Сырдарьинском районе Кызылординской области.